# Otus flammeolus
El autillo flamulado, autillo de Gallardete o tecolote flameado (Otus flammeolus, sinónimo Psiloscops flammeolus), también conocido como tecolote ojioscuro serrano, tecolote ojos oscuros o tecolote ojo oscuro, es una pequeña ave rapaz nocturna del género de los autillos o tecolotes (Otus). Se distribuye en los bosques de pino en las tierras altas de Guatemala y México y en los Estados Unidos. 
Tiene una longitud de 15 a 17 cm y la envergadura de sus alas es 36 cm. Tiene los ojos de color café. Es casi totalmente gris del plumaje del cuerpo (tiene un poco leonado). Tiene pequeñas mechones de plumas que casi no se notan.